# Rosalind Ellicott
Rosalind-Frances Ellicott, née le 14 novembre 1857 à Cambridge et morte le 5 avril 1924 à Seasalter (en), est une compositrice britannique de musique romantique, composant notamment de la musique de chambre. 

## Biographie
Considérée comme l'une des principales compositrices de sa génération, elle était la fille de Charles Ellicott  l'évêque anglican de Gloucester, et de Constantia Annie Ellicott qui a encouragé son talent. Dès six ans, « elle a montré une facilité extraordinaire dans la musique, le chant et l'harmonisation correcte à l'oreille ». Samuel Sebastian Wesley organiste de la cathédrale, était son professeur. Elle s'essaie à écrire des mélodies à 13 ans puis une sonate à 16 ans.
De 1874 à 1876, elle étudie le piano avec Frederick Westlake à la Royal Academy of Music . Elle a étudié aussi la composition avec Thomas Wingham de l'Oratoire de Brompton. Elle était membre de la Société internationale des musiciens et de la Société nationale des musiciens professionnels. En 1889, elle interprète elle-même au piano son Trio No 1 en ré pour sa première représentation à Bristol. Malgré son succès relatif, elle a commencé à disparaître des yeux du public au début des années 1900. Elle a déménagé sur la côte sud à Seasalter après la Première Guerre mondiale.  « J'obtiens un mouvement entier dans ma tête avant que je touche le papier. Je ne modifie presque jamais mes compositions. ».

## Musique
En 1886, Ellicott a connu le succès au Festival de Gloucester avec l'Ouverture dramatique orchestrale, puis en 1889 avec Elysium, une cantate lyrique. À propos de son Elysium : « L'orchestration est pleine et vigoureuse, les cuivres sont particulièrement audacieux et rafraîchissants, et il n'y a pas une seule mesure ennuyeuse. .... Ces deux œuvres de jeunesse ont été jouées par la suite lors de concerts à Bristol, Cheltenham, Oxford, Londres, Dresde et Chicago. Il a été suggéré que la position de son père en tant qu'évêque lui a permis de faire jouer certaines de ses œuvres au Three Choirs Festival (organisé à tour de rôle à Gloucester, Hereford et Worcester). Cependant, la majorité des nouveaux compositeurs ont eu recours au mécénat de musiciens établis ou d'autres personnes influentes pour obtenir des premières dans des festivals.
Peu d'œuvres d'Ellicott ont survécu jusqu'à aujourd'hui, à l'exception de quelques chansons et œuvres instrumentales, bien que les deux trios pour piano aient fait l'objet d'enregistrements modernes.

## Œuvres

### Cantates
- Elysium pour soli, chœur et orchestre, 1889[8]
- Birth of Song pour soli, chœur et orchestre 1892; la partie de soprano solo fut chantée par Mme Nordica.
- Henri de Navarre pour voix d'hommes avec accompagnement orchestral, 1894

### Musique de chambre
- Esquisse pour violon avec accompagnement de piano (1883)
- Quatuor à cordes en si  (1884)
- Quatuor à cordes en fa
- Rêverie pour violoncelle et pianoforte (1888)
- Trio pour violon, violoncelle et piano no 1 (1889)
- Trio pour violon, violoncelle et piano no 2 (1891)
- Six pièces pour violon et pianoforte (1891)
- Fantaisie en la mineur pour piano et orchestre 1895
- Quatuor avec piano en si mineur (1900)
- Sonate en ré pour violon et piano (1900)

### Ouvertures
- Ouverture dramatique pour orchestre (1886)
- Ouverture de concert (1886)
- Ouverture de festival (1893)
- Ouverture au printemps

### Mélodies
- Chante moi, duo pour soprano et ténor, paroles de RS Hichens (1887)
- Sœur radieuse du jour (Radient sister of the day), paroles de Percy Bysshe Shelley (1887)
- La paix soit autour de toi, paroles de Thomas Moore (1888)
- Apportez les guirlandes lumineuses, paroles de Thomas Moore (1889)
- Les doux yeux bleus du printemps (Die blauen Frühlingsaugen), poème de Heinrich Heine
- De mes tristes larmes jaillissent (Aus meinen Thränen) poème de Heinrich Heine
- Aux Immortels, paroles de D.F. Blomfield (1883)
- Verlust, poème de Heinrich Heine (1884)
- Je t'aime, paroles de R.S. Hichens (1887)
- Un rêve de la mer, paroles de R.S. Hichens (1889)